# FA Charity Shield 1925
Lo FA Charity Shield 1925, noto in italiano anche come Supercoppa d'Inghilterra 1925, è stata la 12ª edizione della Supercoppa d'Inghilterra.
Si è svolto il 5 ottobre 1925 al White Hart Lane di Tottenham tra i calciatori professionisti e calciatori dilettanti che giocano in club affiliati alla FA.
A conquistare il titolo sono stati i Dilettanti che hanno vinto per 6-1.

## Partecipanti
| Squadre                      | Partecipazioni precedenti (il grassetto indica la vittoria) |
| ---------------------------- | ----------------------------------------------------------- |
| Inghilterra (dilettanti)     | 3 (1913, 1923, 1924)                                        |
| Inghilterra (professionisti) | 3 (1913, 1923, 1924)                                        |

## Tabellino
| Tottenham 5 ottobre 1925, ore 15:00 CET                  | Professionisti | 1 – 6 referto | Dilettanti | White Hart Lane (5.000 spett.) |
| \| \| \| \| \| Hannaford \| Marcatori \| Ashton Macey \| |                |               |            |                                |
|                                                          |                |               |            |                                |
| Hannaford                                                | Marcatori      | Ashton Macey  |            |                                |

### Formazioni
| Professionisti: |    |                   |
|                 |    |                   |
| P               | 1  | Harry Hardy       |
| D               | 2  | Stan Charlton     |
| D               | 3  | Cecil Poynton     |
| C               | 4  | Jimmy Hamilton    |
| C               | 5  | Charlie Spencer   |
| C               | 6  | Len Graham        |
| A               | 7  | Charlie Hannaford |
| A               | 8  | Jimmy Walsh       |
| A               | 9  | Ernie Simms       |
| A               | 10 | Jack Elkes        |
| A               | 11 | Stan Seymour      |

| Dilettanti: |    |                       |
|             |    |                       |
| P           | 1  | Benjamin Howard Baker |
| D           | 2  | Frank Twine           |
| D           | 3  | E.H. Gates            |
| C           | 4  | Bill Caesar           |
| C           | 5  | George Armitage       |
| C           | 6  | William Bryant        |
| A           | 7  | Reginald Morgan       |
| A           | 8  | Edgar Kail            |
| A           | 9  | Claude Ashton         |
| A           | 10 | Frank Macey           |
| A           | 11 | Walter Bellamy        |